# Woodward megye
Woodward megye az Amerikai Egyesült Államokban, azon belül Oklahoma államban található. Megyeszékhelye és legnagyobb városa Woodward. Lakosainak száma 20 470 fő (2020. április 1.). Woodward megye Major, Woods, Dewey, Harper és Ellis megyékkel határos.

## Népesség
A megye népességének változása:
| Lakosok száma | 19 986 | 20 095 | 20 647 | 21 221 | 21 559 | 20 470 |
|               | 2010   | 2011   | 2012   | 2013   | 2015   | 2020   |